# Amylocorticiellum
Amylocorticiellum es un género de fungi perteneciente a la familia Amylocorticiaceae. El género tiene una amplia distribución y cuenta con 4 especies.